# Seqüència de Referència de Cambridge

Mapa genètic del genoma mitocondrial humà corresponent a la Seqüència de Referència de Cambridge revisada.

La Seqüència de Referència de Cambridge (CRS, per les seves sigles en anglès) per a l'ADN mitocondrial humà va ser anunciada per primera vegada el 1981 i va conduir a la iniciació del Projecte Genoma Humà.
Un grup liderat per Fred Sanger a la Universitat de Cambridge havia seqüenciat el genoma mitocondrial d'una dona d'ascendència europea durant la dècada de 1970, del qual se'n va determinar una longitud de 16.569 parells de bases (0,0006% del genoma humà nuclear) que contenen uns 37 gens i se'n va publicar la seqüència el 1981.
Quan altres investigadors van repetir la seqüenciació, es van observar algunes discrepàncies sorprenents. La seqüència original publicada contenia fins a onze errors, incloent un parell de bases addicional a la posició 3107, i assignacions incorrectes de parells de bases individuals. Alguns d'aquests errors eren fruit de la contaminació amb espècimens bovins i HeLa. La CRS revisada corregida va ser publicada per Andrews et al. el 1999. (Es conserva la numeració original de nucleòtids per evitar confusions). La seqüència de referència pertany a l'haplogrup H2a2a1 europeu. La CRS revisada es designa com a rCRS. Es troba dipositada a la base de dades GenBank NCBI amb el número d'accés NC_012920.
Quan la seqüenciació de l'ADN mitocondrial s'utilitza per a finalitats genealògiques, els resultats s'expressen sovint com a diferències de la rCRS. La CRS és més una seqüència de referència que un registre del primer ADNmt humà. Una diferència entre una mostra analitzada i la CRS es pot haver originat en el llinatge del CRS o en el llinatge de la mostra analitzada.
A vegades, també s'ha utilitzat una seqüència de referència africana (ioruba) alternativa en comptes de Cambridge. Té un sistema de numeració diferent amb una longitud de 16.571 parells de bases i representa el genoma mitocondrial d'un individu africà. Altres seqüències de referència alternatives que també s'han utilitzat inclouen les seqüències africana (Uganda), sueca i japonesa.
El 2012 es va proposar que la Seqüència de Referència de Cambridge revisada (rCRS) fos substituïda per una nova Seqüència de Referència Sapiens reconstruïda (RSRS). La RSRS manté el mateix sistema de numeració que la CRS, però representa el genoma ancestral de l'Eva mitocondrial, de la qual descendeixen tots els mitocondris humans coneguts en l'actualitat. La RSRS hauria de ser més útil per comparar els canvis en diferents haplogrups, tot i que això està en debat. Family Tree DNA expressa els resultats de l'ADNmt tant per a RCRS com RSRS.